# Бабини зъби
Бабини зъби (Tribulus terrestris, трабузан, тръбозан) е едногодишно тревисто растение. От основата на корена излизат многобройни тънки, пълзящи, дълги до 80 cm стъбла. Листата са чифтоперести, срещуположни, с елипсовидна форма. Цветчетата са сравнително дребни, лимоненожълто оцветени, разположени поединично в пазвите на листата. Плодът е покрит с шипове. След узряването си се разпада на 5 орехчета, също покрити с шипчета. Стръковете и листата са окосмени с белезникави власинки.
Разпространено е по песъчливи и каменливи места, край пътищата и като плевел в лозята и окопните култури. Растението е топлолюбиво и компактни находища се срещат в Южна България и по Черноморието.

## Употребяема част за лечебни цели
Надземната част на растението – стръкове и цели растения.

## Време и начин на бране и заготовка на лекарството
Отрязват се надземните части на растението през месеците юли, август и септември, по време на цъфтежа и преди разпукването на плодовете. Суровината се почиства от органични и минерални примеси и се суши в проветриви помещения.